# Máscara de Guy Fawkes

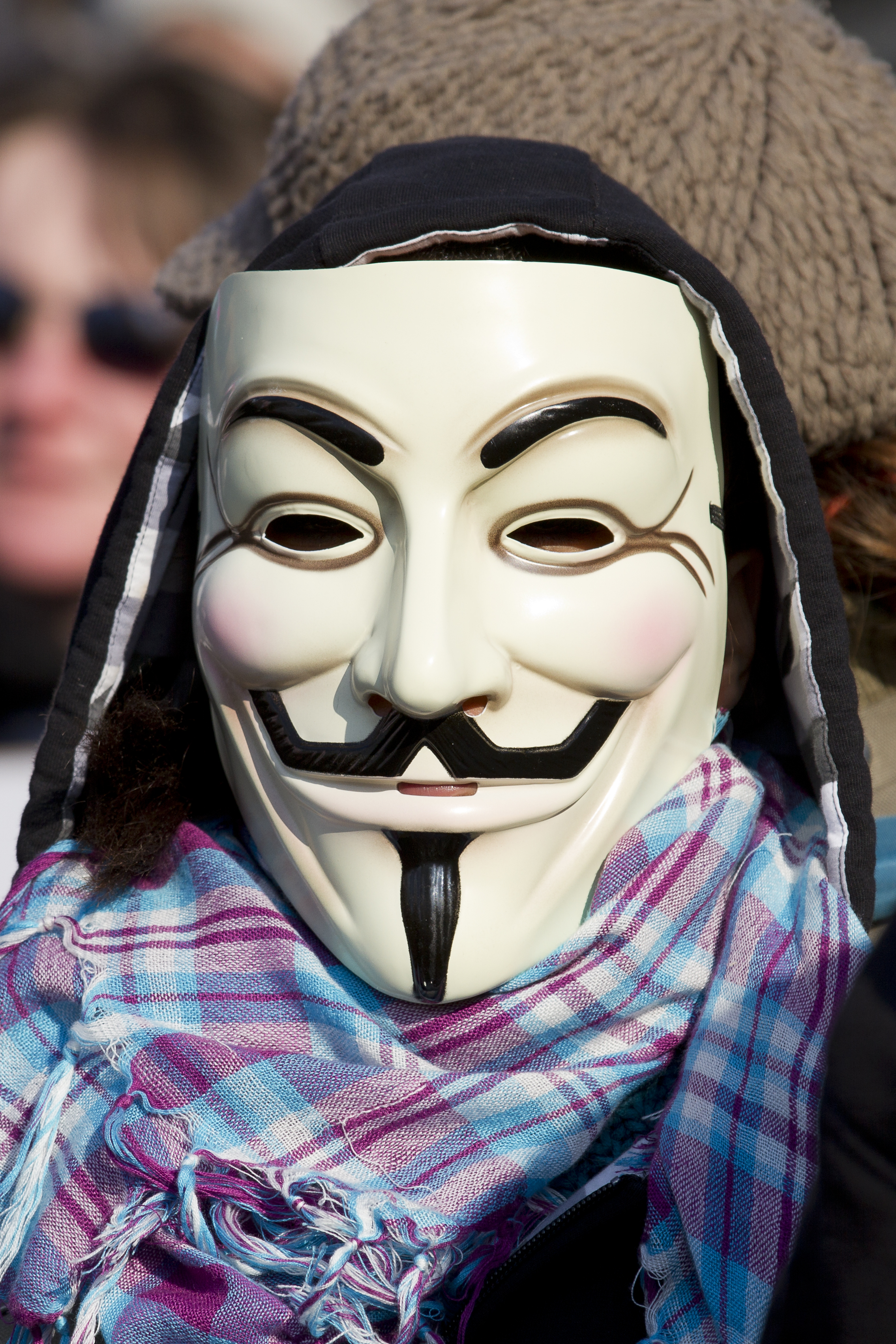
Um manifestante com a máscara de Guy Fawkes mask, criada em David Lloyd para as histórias em quadrinhos (V for Vendetta), filme (V de Vingança) e série de tv (Pennyworth)

A Máscara de Guy Fawkes (Também conhecida como Máscara do V de Vingança ou Máscara do Anonymous) é uma representação estilizada de Guy Fawkes (o mais conhecido membro da Conspiração da Pólvora, uma tentativa de explodir a Câmara dos Lordes em Londres em 5 de novembro de 1605) criada pelo ilustrador David Lloyd para a graphic novel V for Vendetta, de 1982 a 1989.
Inspirado pelo uso de uma máscara representando Fawkes sendo queimado em uma efígie que há muito tempo tinha raízes como parte das comemorações da Noite de Guy Fawkes, Lloyd desenhou a máscara como um rosto sorridente com bochechas vermelhas, um bigode largo virado para cima em ambas as extremidades e uma barba fina e pontiaguda na vertical, usada na narrativa da graphic novel pelo protagonista anarquista V.
Após o lançamento da graphic novel e sua adaptação cinematográfica de 2005, esse desenho passou a representar um amplo protesto, tornando-se mais tarde um símbolo do grupo hacktivista online Anonymous após aparecer em fóruns da Web, usado no Project Chanology, no movimento Occupy, no Anonymous for the Voiceless, na fictícia F-Society em Mr. Robot e em outros protestos contra o establishment em todo o mundo. Isso fez com que a máscara também fosse conhecida pelo nome popular de máscara da Annonymous.

## Origens

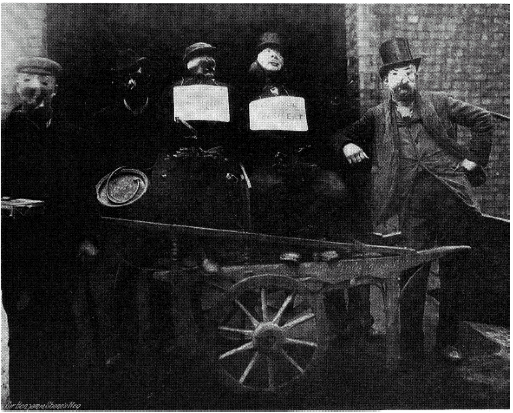
Efígies e colecionadores de Guy Fawkes, todos mascarados, 1903, por John Benjamin Stone

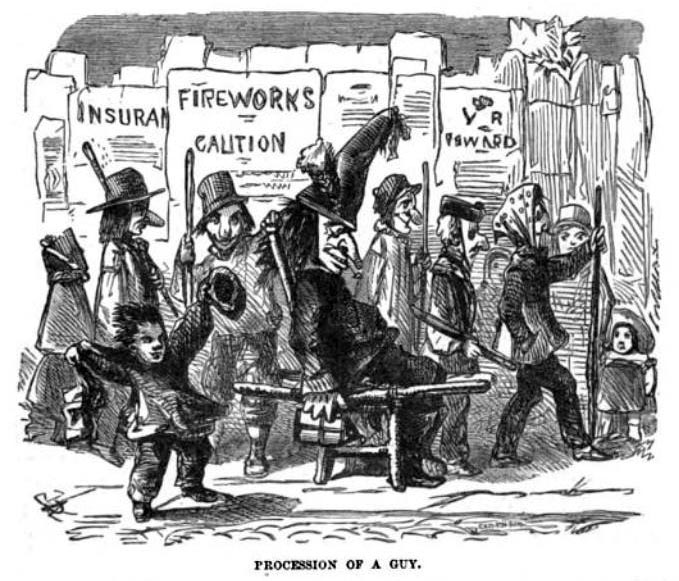
Um homem mascarado desfilando na Noite de Guy Fawkes, 1868

A Conspiração da Pólvora de 1605 foi comemorada desde o início com a queima de efígies de figuras impopulares. No final do século 18, surgiram relatos de crianças pedindo dinheiro com efígies de Guy Fawkes grotescamente mascaradas, e o dia 5 de novembro ficou gradualmente conhecido como Noite de Guy Fawkes embora muitos agora prefiram o termo "Noite da Fogueira". Do livro Chambers Book of Days, de 1864:
O modo universal de observância em toda a Inglaterra é vestir uma figura de espantalho com os trajes de gesso que puderem ser obtidos (a peça para a cabeça, geralmente um boné de papel, pintado e amarrado com tiras de papel imitando fitas), desfilando-o em uma cadeira pelas ruas e, ao cair da noite, queimando-o com grande solenidade em uma enorme fogueira...
Em 1847, o The Lancet publicou "Notes of A Case of Death From Fright" (Notas de um caso de morte por medo), em que a morte de uma criança de dois anos foi atribuída ao susto causado pelo fato de ver um menino usando uma máscara vermelha de Guy Fawkes.
No século XX, no Reino Unido, um grande número de máscaras baratas de papelão ou papel de Guy Fawkes era vendido para crianças a cada outono ou distribuído gratuitamente com histórias em quadrinhos; na década de 1980, sua popularidade foi cada vez mais suplantada pelo Halloween.
Em 1958, o uso de máscaras de Guy Fawkes foi mencionado durante um debate no Parlamento da Austrália Ocidental como um exemplo de posse inofensiva e desculpável (embora tecnicamente ilegal) de uma máscara facial à noite. O ministro da Polícia, J.J. Brady disse: "Antigamente, era tradicional usar máscaras na noite de Guy Fawkes. Portanto, se hoje à noite alguém for encontrado usando uma máscara de Guy Fawkes, eu, como Ministro da Polícia farei com que ele seja devidamente dispensado".

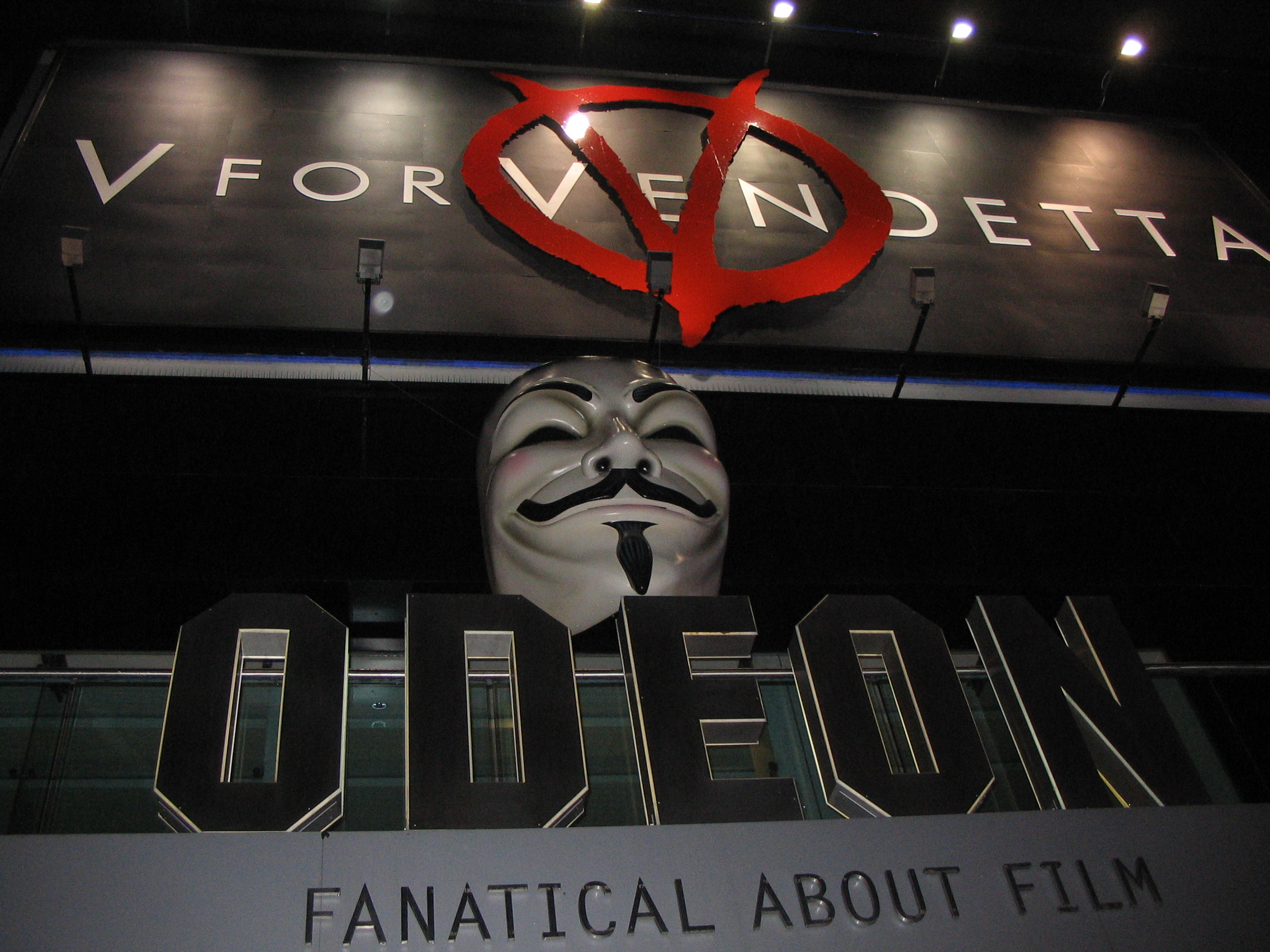
Máscara de Guy Fawkes Idealizada por Lloyd no Odeon Leicester Square, em Londres, durante a exibição de V de Vingança em 2006

As histórias em quadrinhos da série V for Vendetta, que iniciou-se em 1982, "centra-se nos esforços de um vigilante para destruir um governo autoritário em uma distópico futuro distópico do Reino Unido". Ao desenvolver a história, o ilustrador David Lloyd fez uma anotação manuscrita sobre a intenção anarquista Protagonista, V: "Por que não o retratamos como um Guy Fawkes ressuscitado, completo com uma daquelas máscaras de papel machê, com uma capa e um chapéu cônico? Ele pareceria realmente bizarro e daria a Guy Fawkes a imagem que ele mereceu durante todos esses anos. Não deveríamos queimar o sujeito todo dia 5 de novembro, mas celebrar sua tentativa de explodir o Parlamento!" Escritor Alan Moore comentou que, devido à ideia de Lloyd, "todos os vários fragmentos em minha cabeça de repente se encaixaram, unidos por trás da imagem única de uma máscara de Guy Fawkes". "Ele também observou "como é interessante que tenhamos usado a imagem bem no momento em que ela aparentemente estava sendo eliminada dos anais da iconografia inglesa". Por isso, V usa uma máscara de Guy Fawkes (projetada por Lloyd) durante toda a história e no clímax de sua adaptação cinematográfica de 2005 e na terceira temporada de 2022 terceira temporadade sua prequel série de televisão Em uma manifestação contra a ditadura militar, milhares de manifestantes adotam o mesmo traje do Parlamento.

## Adoção nos protestos do Seculo XXI

### Antecedentes
Desde o lançamento do filme de 2005 V de Vingança e a produção em massa de David Lloyd pela Warner Bros. Em meados da década de 1970, o uso de máscaras de Guy Fawkes se difundiu internacionalmente entre grupos que protestavam contra políticos, bancos e instituições financeiras. As máscaras ocultam a identidade e protegem o rosto dos indivíduos e demonstram seu compromisso com uma causa compartilhada.
Em 17 de abril de 2006, dois grupos rivais usando máscaras de Fawkes se enfrentaram do lado de fora dos escritórios da Warner Brothers e da DC Comics. Um grupo, liderado pelo freegan Adam Weismann, protestou contra uma suposta representação errônea do movimento anarquista no filme V de Vingança. O outro grupo, liderado pelo libertário Todd Seavey, contraprotestou contra os anarquistas, usando máscaras supostamente fornecidas por um funcionário da Time Warner.

### Relação com a Anonymous

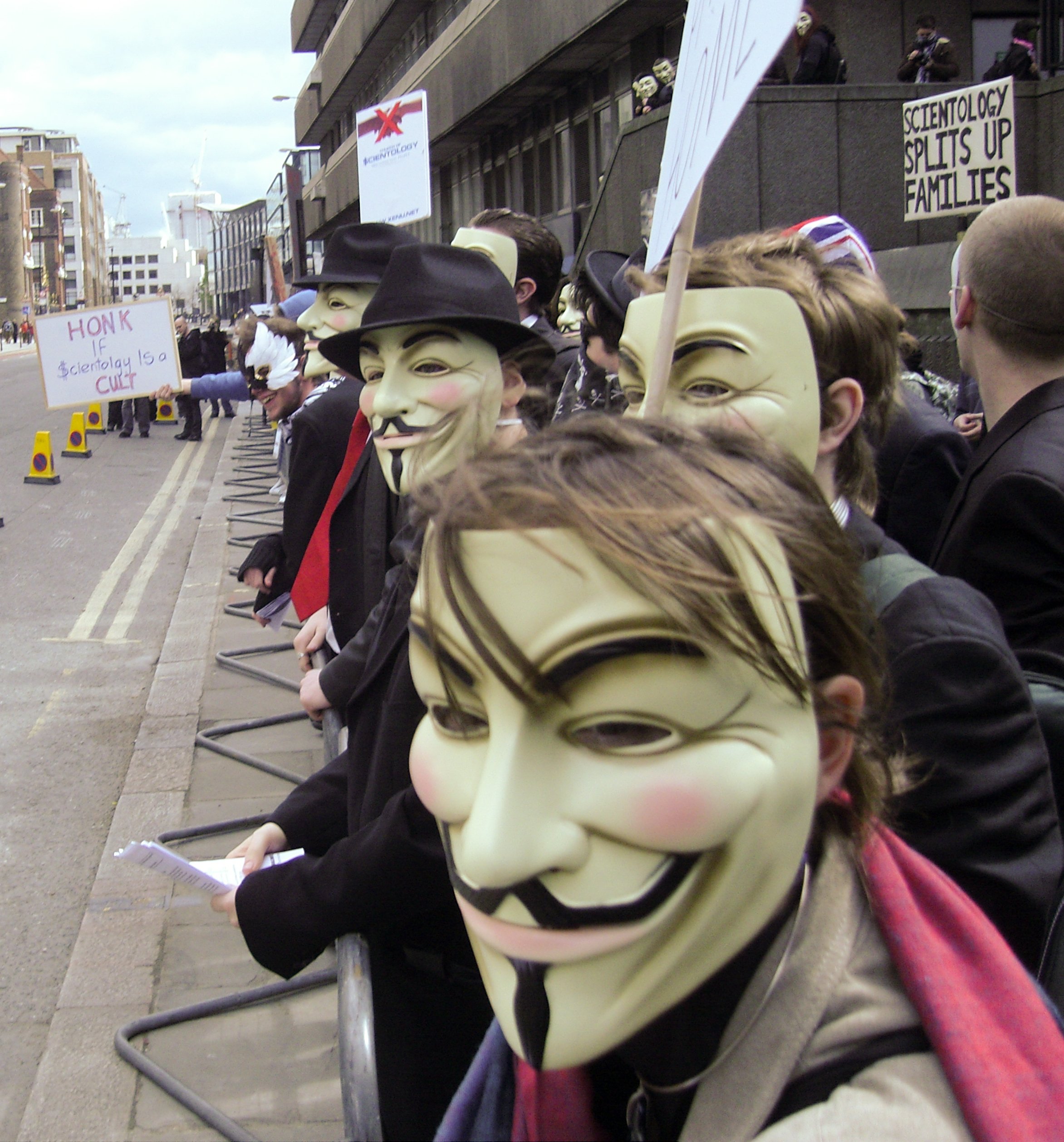
Membros do grupo Anonymous vestindo a máscara de Guy Fawkes em um protesto contra a Igreja de Cientologia em Londres, 2008

A máscara começou a ser relacionada com o grupo hackativista Annonymous no movimento intitulado "Project Chanology", uma série de manifestações que aconteceram contra a Igreja de Cientologia em 2008. O grupo protestou contra a Igreja em resposta ao fato da instituição ter forçado o YouTube a retirar um vídeo do ator Tom Cruise discutindo que a Cientologia era para uso interno da Igreja. Em resposta, o Anonymous protestou contra os métodos litigiosos da Igreja da Cientologia por um período de vários meses. Os manifestantes foram incentivados a esconder seus rostos, já que era prática comum dos membros da Igreja fotografar manifestantes anticientologia. A máscara de Guy Fawkes era um método amplamente utilizado para ocultar rostos.
À medida que os protestos continuavam, mais manifestantes começaram a usar a máscara de Guy Fawkes, que acabou assumindo um status simbólico dentro do grupo. Scott Stewart do The Gateway, da Universidade de Nebraska, escreveu: "Muitos participantes usavam máscaras de Guy Fawkes para chamar a atenção tanto para sua identidade como Anonymous quanto para o abuso de litígio e coerção da Igreja da Cientologia para suprimir pontos de vista anticientíficos." Internet-adotou o personagem para seus protestos mais amplos contra a autoridade. Uma versão da máscara foi usada posteriormente na série de televisão de 2015 Mr. Robot para representar o grupo hacktivista F-Society, em referência ao Anonymous. Uso mais amplo em protestos populares. Em 23 de maio de 2009, manifestantes usando a máscara detonaram um barril de pólvora falso do lado de fora do Parlamento enquanto protestavam contra a questão das despesas dos parlamentares britânicos. Durante os protestos de protestos de 2011 em Wisconsin e, posteriormente, durante o Occupy Wall Street e o contínuo movimento Occupy a máscara apareceu internacionalmente como um símbolo de rebelião popular. Em outubro de 2011, o ativista Julian Assange participou do evento Occupy London na Bolsa de Valores de Londres usando uma máscara desse tipo, que ele retirou após um pedido da polícia.

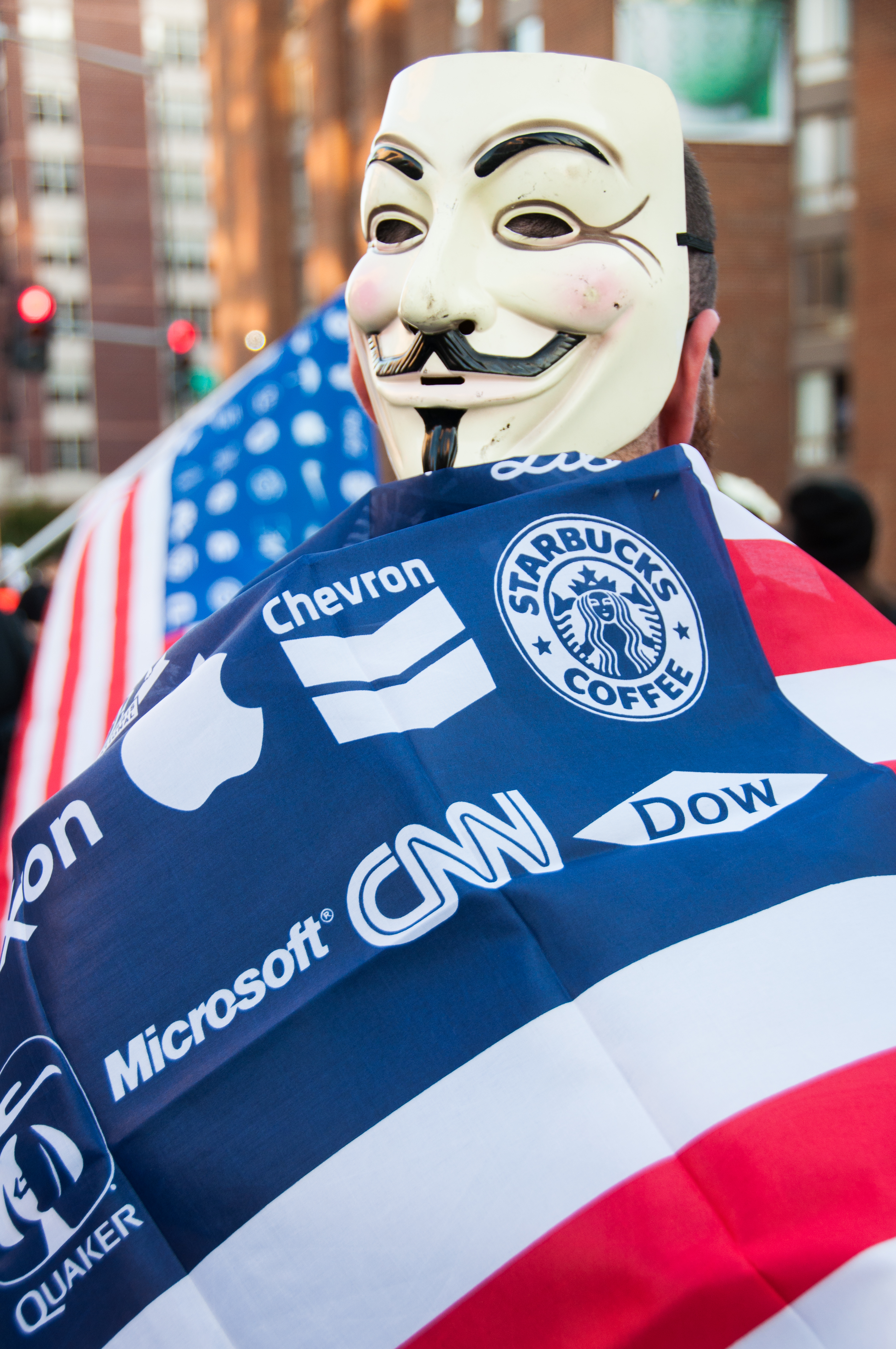
A protester in a Guy Fawkes mask during the Million Mask March. Washington, D.C., 2015.

Em janeiro de 2012, máscaras de Guy Fawkes foram usadas por manifestantes contra a Polônia na assinatura do Acordo Comercial Anticontrafação.
No dia 10 de junho de 2012, em Mumbai (atual Bombaim), um grupo de 100 membros da Anonymous e estudantes reuniram-se no Azad Maidan, vestidas de preto e usando máscaras de Guy Fawkes, para protestar contra a censura do governo indiano à Internet.
A máscara, usada pelos manifestantes do Bahrein durante o levante inspirado na Primavera Árabe, foi proibida no país em fevereiro de 2013, alguns meses depois de uma decisão semelhante dos Emirados Árabes Unidos, outro país do Golfo Pérsico. O Ministério da Indústria e Comércio do Bahrein disse que a proibição da importação da máscara, à qual se referiu como "máscara da revolução", se deveu a preocupações com a "segurança pública". A decisão, descrita pela Voz da América como "incomum", marcou um dos mais recentes esforços do governo para reprimir a revolta de dois anos. No entanto, um ativista de direitos baseado na Grã-Bretanha e Samuel Muston do The Independent minimizaram o efeito da proibição. O Manama Voice informou que o uso de máscaras em protestos aumentou após a proibição.
As máscaras foram usadas por manifestantes antigovernamentais na Tailândia em 2012 e por manifestantes na Turquia em 2013; também foram usadas em protestos no Brasil e no Egito em 2013.
Em maio de 2013, o governo da Arábia Saudita proibiu a importação das máscaras e disse que confiscaria qualquer uma que fosse encontrada à venda. O Ministério de Assuntos Islâmicos declarou que a máscara é "um símbolo de rebeldes e vingança" e advertiu os imãs e os pais de que "elas poderiam ser usadas para incitar os jovens a desestabilizar a segurança e espalhar o caos..." Em 22 de setembro de 2013, a polícia religiosa saudita proibiu o uso da máscara de Guy Fawkes, um dia antes do 83º Dia Nacional da Arábia Saudita.
O uso de máscaras durante tumultos ou assembleias ilegais foi proibido no Canadá, após a promulgação do Projeto de Lei C-309, e agora acarreta uma pena máxima de dez anos de prisão.
Os participantes dos protestos venezuelanos de 2014 usavam uma grande variedade de máscaras; uma delas era a máscara de Guy Fawkes, às vezes pintada com as cores da bandeira venezuelana.
Em outubro de 2019, manifestantes em Hong Kong começaram a usar a máscara em oposição à proibição do governo de usar máscaras durante os protestos.
As máscaras de Guy Fawkes estavam entre os símbolos exibidos durante a invasão do Capitólio dos Estados Unidos em 2021.

### Visões de Moore e Lloyd
Alan Moore, anarquista e autor de V de Vingança, apoiou o uso da máscara e declarou em uma entrevista de 2008 à Entertainment Weekly: "Outro dia, ao assistir ao noticiário, fiquei bastante animado ao ver que havia manifestações do lado de fora da sede da Cientologia aqui e que, de repente, passou um clipe mostrando todos esses manifestantes usando máscaras de Guy Fawkes de V de Vingança. Isso me agradou. Isso me deu um pequeno brilho caloroso." Embora Moore não tenha criado esse personagem para os propósitos a que ele serviu, ele explica ao The Guardian: "suponhamos que, quando eu estava escrevendo V de Vingança, eu teria pensado, no fundo do meu coração secreto: não seria ótimo se essas ideias realmente causassem impacto? Então, quando você começa a ver essa fantasia ociosa invadir o mundo normal... É peculiar. Parece que um personagem que criei há 30 anos escapou de alguma forma do reino da ficção." David Lloyd, ilustrador e co-criador de V de Vingança:
A máscara de Guy Fawkes agora se tornou uma marca comum e um cartaz conveniente para ser usado em protestos contra a tirania – e fico feliz com o fato de as pessoas a usarem, pois ela parece bastante singular, um ícone da cultura popular sendo usado dessa forma. Minha impressão é que o grupo Anonymous precisava de uma imagem para todos os fins para ocultar sua identidade e também simbolizar que defendem o individualismo – V for Vendetta é uma história sobre uma pessoa contra o sistema. Sabíamos que V seria um fugitivo de um campo de concentração onde havia sido submetido a experimentos médicos, mas então tive a ideia de que, em sua loucura, ele decidiria adotar a personalidade e a missão de Guy Fawkes –  nosso grande revolucionário histórico

### Vendas e propriedade corporativa dos direitos
De acordo com a Time em 2011, a adoção da máscara pelos manifestantes fez com que ela se tornasse a máscara mais vendida na Amazon.com, vendendo centenas de milhares por ano. A Warner Bros. Discovery, proprietária da Warner Bros. e da DC Comics, detém os direitos da imagem e recebe uma taxa pela venda de cada máscara oficial.